# Chocomyšl

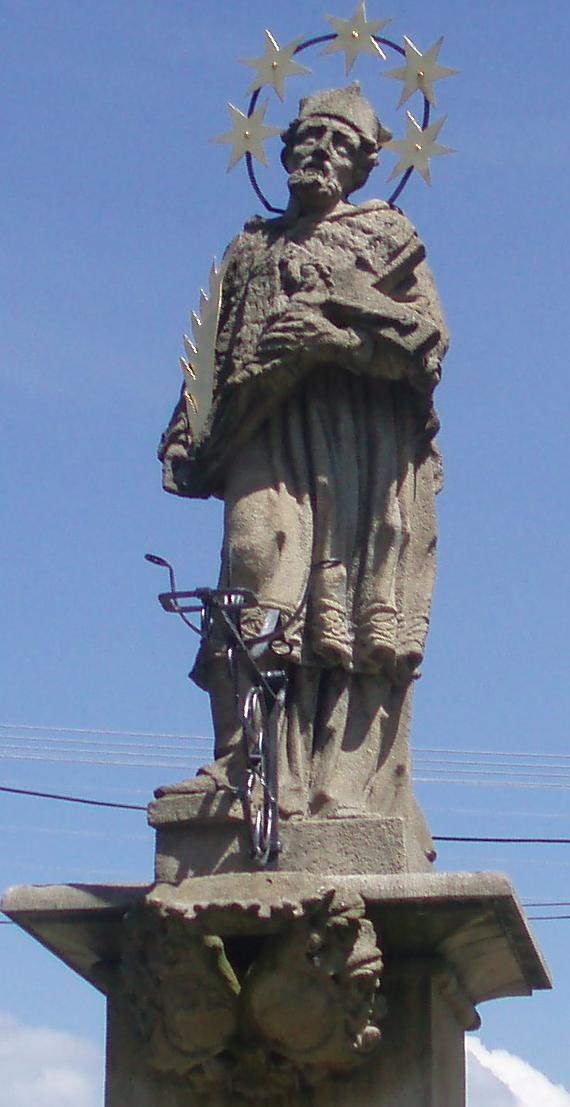
Statue des hl. Johannes von Nepomuk

Chocomyšl (deutsch Kotzomischl, auch Chotzomischl) ist eine Gemeinde in Tschechien. Sie liegt 15 Kilometer östlich von Domažlice und gehört zum Okres Domažlice.

## Geographie
Chocomyšl befindet sich im Tal des Baches Merklínka, der im südlichen Teil des Dorfes im Teich Chocomyšlský rybník gestaut wird. Nördlich erhebt sich die Radlice (603 m), im Süden der Na Kamejkách (615 m). Durch den Ort führt die Straße II/185 zwischen Koloveč und Klatovy.

## Geschichte
Die erste urkundliche Erwähnung des Dorfes erfolgte im Jahre 1365. In der zweiten Hälfte des 18. Jahrhunderts ließen die Grafen Czernin von und zu Chudenitz die alte Feste Chocomyšl durch Franz Maximilian Kaňka zu einem barocken Jagdschloss umgestalten.
Nach der Aufhebung der Patrimonialherrschaften bildete Chotzomischl/Chocomyšl ab 1850 mit dem Ortsteil Kaničky eine Gemeinde im Gerichtsbezirk Klattau. Ab 1868 gehörte die Gemeinde zum Bezirk Klattau. Kaničky wurde 1948 eigenständig. Im Jahre 1960 wurde die Gemeinde Chocomyšl vom Okres Klatovy in den Okres Domažlice umgegliedert. Zwischen 1980 und 1990 war Chocomyšl nach Koloveč eingemeindet.

## Sehenswürdigkeiten
- Statue des hl. Johannes von Nepomuk am Dorfplatz, geschaffen 1708
- ehemaliges Jagdschloss Chocomyšl, es entstand zwischen 1761 und 1763 nach Plänen von Franz Maximilian Kaňka und wurde später zu einer Zuckerfabrik umgebaut